# Yonder Godoy
Yonder Godoy (19 de abril de 1993) es un ciclista venezolano.

## Palmarés
2013
- 3.º en los Juegos Bolivarianos Contrarreloj

2015
- Campeonato de Venezuela Contrarreloj

2023
- 1 etapa de la Vuelta al Táchira

## Resultados en Grandes Vueltas y Campeonatos del Mundo
| Carrera         | Carrera         | 2013 | 2014 | 2015 | 2016 | 2017 | 2018 | 2019 |
| --------------- | --------------- | ---- | ---- | ---- | ---- | ---- | ---- | ---- |
|                 | Giro de Italia  | —    | 76.º | —    | —    | —    | —    | —    |
|                 | Tour de Francia | —    | —    | —    | —    | —    | —    | —    |
|                 | Vuelta a España | —    | —    | —    | —    | —    | —    | —    |
| Mundial en Ruta | Mundial en Ruta | Ab.  | ―    | —    | —    | —    | —    | —    |

—: no participa
Ab.: abandono

## Equipos
- Androni Giocattoli (2013-2016)
  - Androni Giocattoli-Venezuela (2013-2014)
  - Androni Giocattoli-Sidermec (2015-2016)
- Wilier Triestina-Southeast (07.2016-2017)
- Inteja Imca-Ridea DCT (01.2019-05.2019)